# Cattleya wallisii
Cattleya wallisii (Linden) Rollison, 1875  è una pianta della famiglia delle Orchidacee, endemica del Brasile.

## Descrizione
È un'orchidea di media taglia, epifita con pseudobulbi lisci, cilindrici, portanti all'apice un'unica foglia spessa, coriacea, a forma oblungo-ellittica con apice arrotondato. La fioritura avviene in estate ed autunno con un'infiorescenza breve che reca da uno a tre fiori. Questi sono fragranti, non si aprono del tutto, sono molto grandi (fino a 17 centimetri) e sono di colore bianco roseo con labello imbutiforme, colorato di giallo e rosa scuro.

## Distribuzione e habitat
La specie è originaria del Brasile e più precisamente della regione amazzonica dove cresce epifita sugli alberi della foresta equatoriale..

## Sinonimi
- Laelia wallisii Linden, 1865
- Cattleya eldorado var. wallisii (Linden) E.S.Rand, 1892, nom. illeg.
- Cattleya eldorado var. splendens Linden ex B.S.Williams, 1871
- Cattleya trichopiliochila Barb.Rodr., 1877
- Cattleya macnorlandii G.Nicholson, 1884
- Cattleya virginalis var. rosea B.S.Williams, 1885
- Cattleya crocata Rchb.f., 1886
- Cattleya labiata var. eldorado (Linden) A.H.Kent in H.J.Veitch, 1887
- Cattleya virginalis Linden & André, 1887
- Cattleya eldorado Linden, 1890
- Cattleya trichopiliochila var. virginalis (Linden & André) Braem, 1986

## Coltivazione
Questa pianta richiede esposizione a mezz'ombra nonché temperature calde e molta acqua nel periodo di fioritura; nel periodo di riposo richiede temperature più fresche.